# Latin Percussion
Latin Percussion, também conhecida como LP, é uma marca de instrumentos de percussão, especializada em instrumentos étnicos e percussão latina .

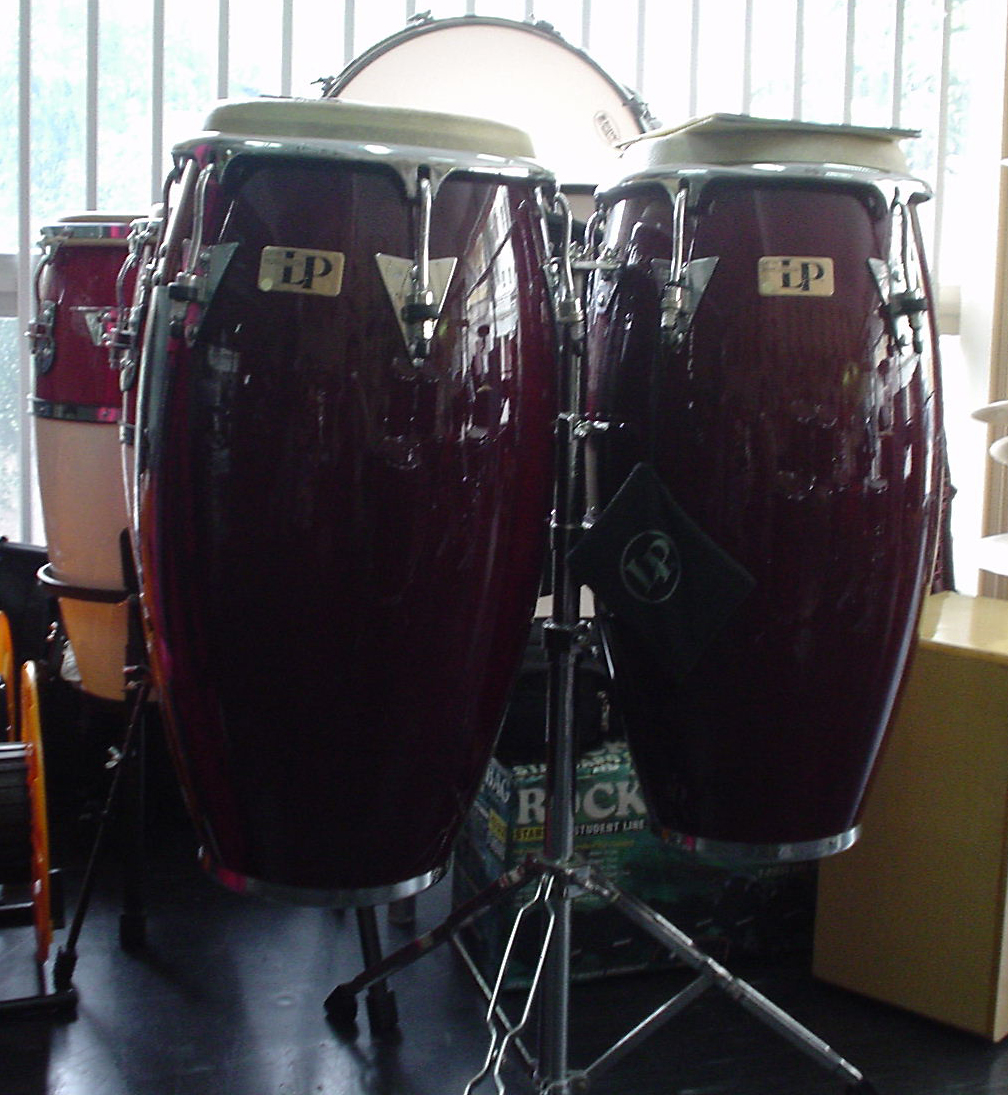
Um par de tambores de conga de percussão latina.

## História
A LP foi fundada na cidade de Nova York em 1964 por Martin Cohen . Com a expansão da empresa, eles adicionaram linhas importadas ao seu catálogo e também se tornaram exportadores.
LP inventou vários instrumentos que se tornaram comuns, como o vibraslap, o jam block e os blocos de granito .

## Informações da Empresa
Em 2002, a LP foi comprada pela Kaman Music Corporation e operou como sua subsidiária independente no segmento de distribuição de música da Kaman.
Em 2008, o LP foi comprado pela Fender Musical Instruments Corporation .
Em 2014, o LP foi adquirido pela Drum Workshop .

### Prêmios
Em 2001, Martin Cohen recebeu um Prêmio de Reconhecimento Especial do International Latin Music Hall of Fame por suas contribuições durante quase 40 anos na indústria da música.